# Good Dog, Bad Dog
Good Dog, Bad Dog – singel polskiej wokalistki Mandaryny wydany w 2009 roku. Był to pierwszy singel z jej albumu AOK. Piosenka charakteryzuje się odmiennym brzmieniem od poprzednich dokonań muzycznych Mandaryny, czerpiąc ze stylistyki electro i rap.

## Teledysk
Pierwszy raz fragment teledysku zaprezentowano 30 września 2009 roku w programie Pytanie na śniadanie na antenie stacji TVP2, gdzie Mandaryna wykonała utwór na żywo. Oficjalna premiera wideoklipu w ostatecznej wersji miała miejsce 12 października 2009 na kanale VIVA Polska.
Teledysk zawiera liczne nawiązania do burzliwej przeszłości artystki. Klip kręcono przez sześć dni i gościnnie wystąpił w nim Gracjan Roztocki, popularny dzięki swojej działalności internetowej. Reżyserem teledysku jest Marek Śledziewski (LightCraft).
Wideoklip był notowany na wielu listach przebojów, między innymi Teledyski.onet.pl (7. miejsce), Muzyka.interia.pl (2. miejsce), Chart Surfer (2. miejsce) oraz PL Top Viva (1. miejsce).